# Sandrine Bonnaire

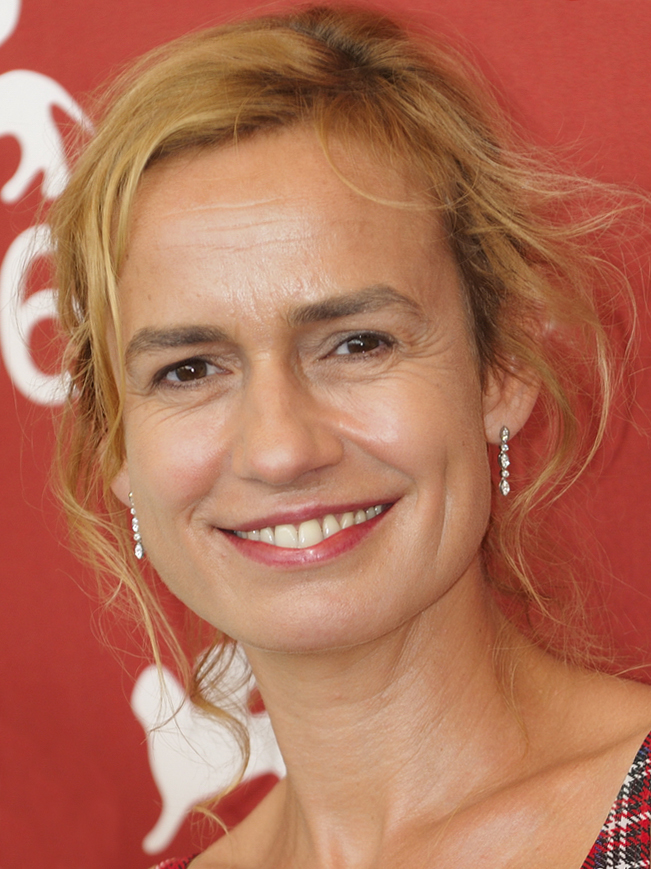
Bonnaire bei den 66. Filmfestspielen von Venedig (2009)

Sandrine Bonnaire (* 31. Mai 1967 in Gannat bei Clermont-Ferrand) ist eine französische Filmschauspielerin und Regisseurin.

## Leben
Bonnaire wurde als siebtes von elf Kindern einer Arbeiterfamilie geboren. Eine Schauspielschule besuchte sie nie. Ihre Karriere begann im Alter von 16 Jahren, als Maurice Pialat sie 1983 für Auf das, was wir lieben verpflichtete. Bonnaire spielte darin eine Jugendliche, die erste sexuelle Erfahrungen macht. 1984 wurde sie dafür mit dem César in der Kategorie Beste Nachwuchsdarstellerin ausgezeichnet.
Den internationalen Durchbruch schaffte sie 1985 in Vogelfrei von Agnès Varda. Sie spielte in dem Film eine Landstreicherin und reine Seele, die in den Sog alltäglicher Gewalt gerät und physisch wie moralisch scheitert. Auch dafür wurde sie mit einem César – diesmal in der Kategorie Beste Hauptdarstellerin – honoriert. Es folgten Die Verlobung des Monsieur Hire (1989) von Patrice Leconte sowie weitere Arbeiten mit Jacques Doillon und Claude Sautet.
In einer zweiteiligen Verfilmung des Jeanne-d’Arc-Stoffes von Jacques Rivette unter dem Titel Johanna, die Jungfrau (1993) spielte sie die Titelheldin. Ein Wechselspiel lieferte sie mit Isabelle Huppert in Claude Chabrols Gesellschaftssatire Biester von 1995; das Duo erhielt für die Darstellung gemeinsam den Darstellerpreis Coppa Volpi der 52. Internationalen Filmfestspiele von Venedig.
2008 wurde Bonnaire in die Wettbewerbsjury der 58. Berlinale berufen. Da sie allerdings nicht während der gesamten Festivaldauer in Berlin bleiben konnte, musste sie am Tag des Festivalstarts ihre Berufung niederlegen. Bonnaire stellte jedoch bei der Berlinale ihre erste Regiearbeit vor: den Dokumentarfilm Ihr Name ist Sabine, der ihre autistische Schwester zum Thema hat. 2009 wurde sie in die Wettbewerbsjury der 66. Filmfestspiele von Venedig berufen.
2016 drehte sie für das Fernsehen ein Filmporträt der Musikerin und Schauspielerin Marianne Faithfull mit dem Titel Der raue Glanz der Seele (Originaltitel: Fleur d’âme), das auf dem Festival International de Programmes Audiovisuels (FIPA) in Biarritz 2018 die Auszeichnung FIPA d’or („Goldener FIPA“) gewann. Im März 2018 wurde es von Arte im Fernsehen ausgestrahlt.
Sandrine Bonnaire ist seit dem 29. März 2003 mit dem Schauspieler und Drehbuchautor Guillaume Laurant verheiratet, mit dem sie eine Tochter hat. Eine weitere Tochter hat sie mit dem Schauspieler William Hurt.

## Filmografie (Auswahl)

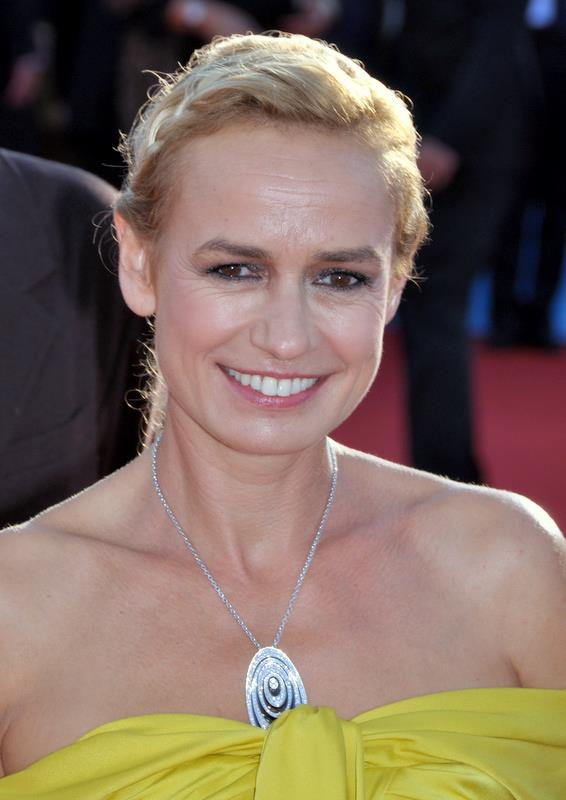
Bonnaire beim Festival des amerikanischen Films in Deauville (2012)

- 1983: Auf das, was wir lieben (À nos amours) – Regie: Maurice Pialat
- 1984: Tir à vue – Regie: Marc Angelo
- 1984: Blanche und Marie (Blanche et Marie) – Regie: Jacques Renard
- 1985: Le meilleur de la vie (A Better Life) – Regie: Renaud Victor
- 1985: Vogelfrei (Sans toit ni loi) – Regie: Agnès Varda
- 1985: Der Bulle von Paris (Police) – Regie: Maurice Pialat
- 1986: La puritaine – Regie: Jacques Doillon
- 1987: Die Sonne Satans (Sous le soleil de Satan) – Regie: Maurice Pialat
- 1987: Die Unschuldigen (Les innocents) – Regie: André Téchiné
- 1987: Der gelbe Revolver (Jaune revolver) – Regie: Olivier Langlois
- 1988: Einige Tage mit mir (Quelques jours avec moi) – Regie: Claude Sautet
- 1989: Die Verlobung des Monsieur Hire (Monsieur Hire) – Regie: Patrice Leconte
- 1989: Mistkerle (Peaux de vaches) – Regie: Patricia Mazuy
- 1990: Die Gefangene der Wüste (La captive du désert) – Regie: Raymond Depardon
- 1990: Am Ende des Tages (Verso sera) – Regie: Francesca Archibugi
- 1991: Der Himmel über Paris (Le ciel de Paris) – Regie: Michel Béna
- 1991: Die Pest (La peste) – Regie: Luis Puenzo
- 1992: Prag (Prague) – Regie: Ian Sellar
- 1993: Johanna, die Jungfrau – Der Kampf/der Verrat (Jeanne la Pucelle – les batailles/les prisons) – Regie: Jacques Rivette
- 1995: 101 Nacht – Die Träume des M. Cinéma (Les cent et une nuit de Simon Cinéma) – Regie: Agnès Varda
- 1995: Biester (La cérémonie) – Regie: Claude Chabrol
- 1995: Confidences à un inconnu – Regie: Georges Bardawil
- 1996: Verhängnisvolle Begegnung (Never Ever) – Regie: Charles Finch
- 1997: Die Schuld der Liebe – Regie: Andreas Gruber
- 1998: Geheimsache (Secret défense) – Regie: Jacques Rivette
- 1998: Voleur de vie – Regie: Yves Angelo
- 1999: Die Farbe der Lüge (Au cœur du mensonge) – Regie: Claude Chabrol
- 1999: Est-Ouest – Eine Liebe in Russland (Est-Ouest) – Regie: Régis Wargnier
- 2001: Mademoiselle – Regie: Philippe Lioret
- 2001: C’est la vie – Regie: Jean-Pierre Améris
- 2002: Femme Fatale (Femme fatale) – Regie: Brian De Palma
- 2003: Resistance – Regie: Todd Komarnicki
- 2004: Intime Fremde (Confidences trop intimes) – Regie: Patrice Leconte
- 2004: Der Hals der Giraffe (Le cou de la girafe) – Regie: Safy Nebbou
- 2004: Die Frau des Leuchtturmwärters (L’équipier) – Regie: Philippe Lioret
- 2007: Kann das Liebe sein? (Je crois que je l’aime) – Regie: Pierre Jolivet
- 2007: Kid Power – Die Nervensägen! (Demandez la permission aux enfants) – Regie: Eric Civanyan
- 2008: Ein schlichtes Herz (Un cœur simple) – Regie: Marion Laine
- 2008: Das Zeichen des Engels (L’empreinte de l’ange) – Regie: Safy Nebbou
- 2009: Die Schachspielerin (Joueuse) – Regie: Caroline Bottaro
- 2013: La balade de Lucie (Fernsehfilm) – Regie: Sandrine Ray
- 2013: Adieu Paris – Regie: Franziska Buch
- 2014: Salaud, on t’aime – Regie: Claude Lelouch
- 2016: Der Himmel wird warten (Le ciel attendra) – Regie: Marie-Castille Mention-Schaar
- 2017: Prendre le large – Regie: Gaël Morel
- 2017: Hoffnung auf Heimat (Une saison en France) – Regie: Mahamat-Saleh Haroun
- 2019: Drei Tage und ein Leben (Trois jours et une vie) – Regie: Nicolas Boukhrief
- 2021: Das Ereignis (L’événement) – Regie: Audrey Diwan
- 2022: Kämpferinnen (Les combattantes) (Fernsehserie) – Regie: Alexandre Laurent
- 2022: Der Geschmack der kleinen Dinge (Umami) – Regie: Slony Sow
- 2023: Comme une louve – Regie: Caroline Glorion
- 2023: Dance First – Regie: James Marsh
- 2024: Der Seelenfänger (Le mangeur d’âmes) – Regie: Alexandre Bustillo, Julien Maury
- 2024: Limonov: The Ballad – Regie: Kirill Serebrennikow
- 2024: Finalement – Regie: Claude Lelouch

## Auszeichnungen (Auswahl)
- 1984: César in der Kategorie Beste Nachwuchsdarstellerin für Auf das, was wir lieben
- 1986: César in der Kategorie Beste Hauptdarstellerin für Vogelfrei
- 1996: Coppa Volpi der Filmfestspiele von Venedig zusammen mit Isabelle Huppert für Biester
- 2018: Hauptpreis beim Internationalen Filmfest Braunschweig[4]
- 2018: Magritte-Ehrenpreis

## Schriften
- Le Roman d’un tournage. Éditions Jean-Claude Lattès, Paris 1994, ISBN 2-7096-1387-5. – Erinnerungen an die Dreharbeiten des Films Jeanne la Pucelle von Jacques Rivette.

## Dokumentarfilm
- Sandrine Bonnaire. Die Rolle ihres Lebens. Dokumentarfilm, Frankreich, 2012, 57 Min., Buch und Regie: Juliette Cazanave, Produktion: Cinétévé, arte France, deutsche Erstausstrahlung: 30. September 2012[5]